# Видеограф
Видеограф е човек обединяващ няколко професии от миналото в едно.
Тези професии все още съществуват в големите видео продукции, но нуждата от по-евтин вариант за производство на видео продукти създава тази нова професия.
Поради напредването на технологията и увеличените възможности, на сравнително невисока цена, човек с достатъчно познания би могъл да се оборудва достатъчно добре за да може да реализира сам малки видео продукции (на различно ниво, според възможностите и опита). От друга страна все по-голямата популярност на видеото като носител на емоция, информация, послания и т.н. наложи видеографията и в частност професията видеограф.
Видеографът обединява длъжности, като сценарист, режисьор, оператор, звукозапис на терен, видео осветител, видео монтажист и видео продуцент.

## Защо Видеограф
- Всеизвестно е наименованието на фотограф, както и фотография.